# Los diez mandamientos de la propaganda de guerra
Principios elementales de la propaganda de guerra (Príncipes élémentaires de propagande de guerre) es una monografía de Anne Morelli publicada en 2001. 
Los diez "mandamientos" de propaganda que Anne Morelli elabora en este trabajo son, sobre todo, un marco analítico con fines pedagógicos  para el análisis de medios.  Morelli no quiere tomar partido ni defender a los "dictadores", pero muestra la regularidad del uso de los diez principios en los medios de comunicación y en la sociedad:
"No pondré a prueba la pureza de las intenciones del uno o del otro.  No voy a averiguar quién miente y quién dice la verdad, quién está creyendo lo que dice y quién no.  Mi única intención es ilustrar los principios de propaganda que se utilizan y describir su funcionamiento"  (P. 6)
No obstante, parece innegable al autor que después de las guerras que caracterizan nuestra época (Kosovo, Segunda Guerra del Golfo, Guerra de Afganistán, Guerra de Irak), las democracias occidentales y sus medios de comunicación deben ser discutidos.
Anne Morelli adapta las formas típicas de varios contenidos de propaganda a las noticias de su tiempo.  Recoge los hallazgos de Arthur Ponsonby sobre la propaganda en la Primera Guerra Mundial y los sistematiza en forma de diez principios.

## Contenido

### ¡No queremos la guerra, solo nos estamos defendiendo!
Los estadistas de todos los países siempre han asegurado solemnemente que no quieren la guerra.  Las guerras siempre son indeseadas, muy raramente una guerra se ve positivamente por la población.  Con el surgimiento de la democracia, el consentimiento de la población se vuelve indispensable, por lo que debe parecer que la guerra es rechazada y que todos deben parecer pacifistas de corazón, a diferencia de en la Edad Media, cuando la opinión de la población tenía poca importancia.  "Por lo tanto, el gobierno francés moviliza al ejército y anuncia al mismo tiempo que la movilización no es una guerra, sino que al contrario es la mejor manera de asegurar la paz".  "Si todos los líderes están inspirados por la misma voluntad de paz, uno se pregunta por qué las guerras estallan después de todo."  El segundo principio proporciona una respuesta a esta pregunta.

### ¡Nuestro adversario es el único responsable de esta guerra!
Este principio se deriva del hecho de que cada parte asegura que está obligada a declarar la guerra, para evitar que el adversario "destruya nuestros valores", ponga en peligro nuestra libertad o nos destruya por completo.  Es la aporía de una guerra que se libra para evitar guerras.  Esto nos lleva casi a la mítica frase de George Orwell: "La guerra es paz".  Así que Estados Unidos se vio obligado a librar una guerra contra Irak, porque Irak no le había dejado otra opción.  Así que solo reaccionan defendiéndose contra las provocaciones del enemigo que es totalmente responsable del estallido de la guerra.  "Daladier asegura en su 'Llamado a la Nación' el 3 de septiembre de 1939, asumiendo la responsabilidad de Francia por las consecuencias del Tratado de Versalles: " Alemania ya se ha negado a responder a las personas de buen corazón en este momento. Han levantado su voz por la paz en el mundo.  [.  .  .  ] Luchamos porque nos obligan a la guerra.  "Ribbentrop justificó la guerra contra Polonia diciendo: " El Führer no quiere la guerra, le pesa mucho en el corazón tomar esta decisión, pero la decisión sobre la guerra y la paz no depende de él,  depende de Polonia.  En ciertas cuestiones vitales para el Reich, Polonia tiene que ceder y cumplir con nuestras demandas, de las que no podemos prescindir.  Si Polonia se niega, la responsabilidad de un conflicto recae en ella y no en Alemania." (pag. 16 en el original francés)
Del mismo modo, el 9 de enero de 1991, pudimos leer acerca de la Guerra del Golfo en Le Soir: " La paz que todo el mundo desea, más que cualquier otra cosa, no puede construirse sobre simples concesiones a un acto de piratería."  Lo mismo ocurre con la guerra de Irak, porque antes del estallido de la guerra, el 12 de septiembre de 2002, Le Parisien tituló: Cómo  se prepara Saddam para la guerra.

### El líder del estado adversario es malvado y se ve malvado.
No puedes odiar a un grupo de personas por completo, ni siquiera aunque sean tus enemigos.  Por lo tanto, es más efectivo dirigir el odio hacia la personalidad principal del país enemigo.  De esta manera, "el enemigo" tendrá una cara, y esta cara naturalmente se convertirá en objeto de odio."
"El vencedor siempre se presentará a sí mismo como un pacifista que ama los acuerdos pacíficos y el entendimiento mutuo, pero la parte contraria lo obliga a la guerra, como hicieron Bush o Blair".  "El campo enemigo está dirigido por un maníaco, un monstruo (Milosevic, Bin Laden, Saddam Hussein), (...) que nos desafía y del cual uno debe liberar a la humanidad".
El primer paso en el proceso de demonización es la reducción de un país entero a una sola persona, como si nadie viviera en Irak, excepto Saddam Hussein con sus "aterradores" guardias republicanos y sus "espantosas" armas de destrucción masiva.
Personalizar los conflictos es típico de una vista particular de la historia, según la cual la historia la hacen los héroes, las "grandes personas".  Anne Morelli rechaza esta perspectiva personalizada de la historia y escribe incansablemente sobre lo que oculta la historiografía oficial.  El relato oficial de la historia es idealista y metafísico en el sentido de que asume que la historia es el resultado de grandes ideas y grandes personas. Se opone a esta visión con una perspectiva dialéctica y materialista, por la cual la historia se explica desde la base de las relaciones entre las personas y desde los movimientos sociales.
El oponente se caracteriza por todos los males y maldades concebibles.  Van desde la apariencia física hasta la vida sexual.  Así, Le Vif en L'Express, el 8 de abril de 1999, representa al "terrible Milosevic", no cita ninguna declaración ni documento escrito del "gobernante de Belgrado", pero destaca sus cambios anormales de humor, sus brotes de ira mórbidos y brutales: "Cuando se enoja, su rostro está distorsionado. Pero de repente, recuperará su compostura ". Por supuesto, esta demonización se usa también para otros propósitos, como todas las herramientas de propaganda.  Pierre Bourdieu, por ejemplo, informa que en las universidades de los Estados Unidos a quienes no les gustaba la popularidad de Michel Foucault en sus escuelas secundarias escribían libros sobre la vida privada de Foucault.  Según ellos, este "homosexual masoquista y loco" practicaba "prácticas sexuales antinaturales, escandalosas e inaceptables". Al descalificar a Foucault como persona, pueden ahorrarse la difícil confrontación con el pensamiento del autor o con los discursos de una persona política y "refutarlo" sobre la base de juicios morales.

### ¡Estamos defendiendo una causa noble, sin intereses particulares!
Los objetivos económicos y geopolíticos de la guerra deben estar enmascarados por un ideal, por valores morales y legítimos.  Por lo tanto, George Herbert Walker Bush declaró: "Hay personas que nunca entenderán esto.  La lucha no es por el petróleo, la lucha es contra la agresión brutal ".  Le Monde escribió el 22 de enero de 1991: "Los objetivos de esta guerra son, ante todo, los objetivos del Consejo de Seguridad de la ONU. Participamos en esta guerra por las razones que existen detrás de las decisiones del Consejo de Seguridad y el objetivo es esencialmente la liberación de Kuwait ".  "En nuestras sociedades modernas, a diferencia de la época de Luis XIV, una guerra solo puede iniciarse con el consentimiento de la gente. Gramsci ha demostrado hasta qué punto es necesaria la supremacía cultural y el consentimiento a las decisiones del gobierno.  Esta aprobación es fácil de ganar si la gente cree que su libertad, sus vidas y su honor dependen de esta guerra.  "Por ejemplo, los objetivos de la Primera Guerra Mundial se pueden resumir en tres puntos:" destruir el militarismo, defender los estados más pequeños, preparar al mundo para la democracia. Estas metas tan honorables se han repetido casi literalmente en la víspera de cada conflicto, a pesar de que no se ajustan al verdadero propósito ".  "Es necesario persuadir a la opinión pública de que nosotros, a diferencia de nuestros enemigos, vamos a la guerra por motivos infinitamente honorables".  "Para la guerra de Yugoslavia, encontramos la misma desviación de los objetivos oficiales de los objetivos no reconocidos del conflicto".  La OTAN interviene oficialmente para preservar la naturaleza multiétnica de Kosovo y para evitar el abuso a las minorías, para establecer la democracia y, por lo tanto, para poner fin al gobierno de un dictador.  Está en la defensa de las preocupaciones sagradas de los derechos humanos.  Pero no solo al final de esta guerra se puede ver que ninguno de estos objetivos se ha logrado, sino que se ha alejado notablemente de una sociedad multiétnica y de la violencia contra las minorías, esta vez los serbios y los romaníes. Esta violencia forma parte de la vida cotidiana, pero te das cuenta de que se han logrado los objetivos económicos y geopolíticos de los que nunca se ha hablado ".
"El principio tiene un complemento: que el enemigo es un monstruo sediento de sangre que representa a una sociedad bárbara." 

### El enemigo está cometiendo atrocidades a propósito; si nosotros cometimos errores esto sucedió sin intención ninguna.
Las historias sobre las atrocidades del enemigo son un elemento esencial de la propaganda.  Las crueldades son parte de todas las guerras.  Pero mantener que solo el enemigo ha cometido atrocidades y que el ejército "humanitario" fue amado por la población lo hace parte de la propaganda.  La propaganda de guerra no está contenta con los incidentes reales, necesita inventar atrocidades inhumanas para hacer que el enemigo se parezca al alter ego de Hitler. 
Apenas hay diferencias en la forma en que las atroicidades se describen en diferentes guerras.  Durante el período de la Primera Guerra Mundial, Ponsonby retrata la prestación de violaciones en grupo, asesinatos, maltratos y mutilaciones de niños por parte de soldados alemanes. Morelli muestra cómo son similares los informes de las guerras en Irak, Afganistán y Kosovo.

### El enemigo está usando armas prohibidas e ilegales.
Este principio complementa al anterior.  "No cometemos atrocidades sino que, por el contrario, vamos a la guerra de manera caballerosa, siguiendo las reglas, como en un concurso, por supuesto, son reglas duras y masculinas".  Hubo protestas furiosas en la Primera Guerra Mundial contra el uso de gas venenoso. Cada parte en conflicto acusó a la otra de haberlo iniciado. Aunque ambos usaban el gas como un arma y habían estado investigando en este campo, era la expresión simbólica de la guerra inhumana.  Por lo tanto, fue atribuido al enemigo como un arma indecente y engañosa.

### Sufrimos pocas pérdidas, las pérdidas del enemigo son considerables.
"Con raras excepciones, las personas tienden a unirse a la causa victoriosa.  En el caso de la guerra, la preferencia de la opinión pública depende en gran medida de los resultados aparentes del conflicto.  Si los resultados no son buenos, la propaganda debe disfrazar nuestras pérdidas y exagerar las del enemigo.  " 
Ya en la Primera Guerra Mundial, las pérdidas se acumularon en el primer mes y aumentaron a 313,000 bajas.  Pero el Comando Supremo nunca reportó la pérdida de un caballo y no publicó una lista de los muertos. 
La guerra de Irak es otro ejemplo de la prohibición de la publicación de fotografías de los ataúdes de los soldados estadounidenses.  Las pérdidas del enemigo, sin embargo, fueron gigantescas, su ejército no ofreció resistencia.  "Este tipo de información mejora la moral en ambos campos y hace que la opinión pública esté convencida de la efectividad del conflicto".

### Intelectuales y artistas de renombre apoyan nuestra causa.
Desde la Primera Guerra Mundial, los intelectuales han apoyado masivamente a su propio campo.  Cada partido de guerra podría contar con el apoyo de artistas, escritores y músicos que apoyaron las preocupaciones de sus países a través de iniciativas en sus campos de actividad.
Los caricaturistas están acostumbrados a justificar la guerra y representar al "carnicero" y sus atrocidades, mientras que otros con su cámara en la mano, producen documentos conmovedores sobre los refugiados albaneses, seleccionando cuidadosamente aquellos que son más similares a la audiencia, como la guapa rubia. Niño albanés con nostalgia en los ojos, que debería recordarnos a las víctimas albanesas. 
En todas partes se publican "manifiestos".  El Manifiesto de los Cien, destinado a apoyar a Francia en la Primera Guerra Mundial, fue firmado por André Gide, Claude Monet, Claude Debussy y Paul Claudel.  Más cerca del presente está el Manifiesto de los 12 contra el "nuevo totalitarismo" del islamismo.  Estos grupos de intelectuales, artistas y personalidades distinguidas justifican las acciones de su poder estatal respectivo.

### Nosotros luchamos por una causa sagrada
Este criterio se puede entender de dos maneras: entendido en el sentido literal, la guerra se presenta como una cruzada, respaldada por una misión divina.  Uno no debe escapar a la voluntad de Dios, uno debe cumplirla.  Esta opinión ha ganado nueva importancia desde que George W. Bush asumió el cargo.  La guerra de Irak apareció como una cruzada contra el "eje del mal", como la "lucha del bien contra el mal".  Era nuestro deber llevar la democracia a Irak, un valor que surgió directamente de la voluntad de Dios. La guerra fue así la realización de la voluntad divina.  Las decisiones políticas adquieren un carácter bíblico que elimina todos los problemas sociales y económicos.  La referencia a Dios se hace de muchas maneras (In God We Trust, God Save the Queen, God with Us, ... ) y sirve para justificar las acciones del soberano sin ninguna posibilidad de contradicción.
En un sentido no literal, la causa puede no ser religiosa, pero puede ser "sagrada" en el sentido de vital para la sociedad: luchar por la democracia, por la libertad, por la igualdad, por la justicia, etc.

### Quien arroja dudas sobre nuestra propaganda ayuda al enemigo y es un traidor.
Este último principio complementa a todos los demás.  Quien cuestione solo uno de los principios es necesariamente un colaborador.  Sólo hay dos áreas, buenas y malas.  Solo puedes estar a favor o en contra del mal.  Los opositores de la guerra de Kosovo son, por lo tanto, cómplices de Milošević.  Grupos enteros se consideran antiamericanos, Pierre Bourdieu, Régis Debray, Serge Halimi, Noam Chomsky o Harold Pinter.  La "familia pacifista" incluye a Gisèle Halimi, Renaud, l'abbé Pierre ... y sus órganos de prensa, es decir, el Monde diplomatique y el PCF. 
Por lo tanto, es imposible emitir una opinión disidente sin correr el riesgo de un "proceso de linchamiento de los medios".  El pluralismo normal de las opiniones ya no existe, toda oposición es silenciada y desacreditada por argumentos falsos. 
Este procedimiento se aplicó nuevamente en la guerra de Irak, aunque la opinión pública mundial estaba mucho más dividida que en el conflicto de Kosovo.  Estar en contra de la guerra significa defender a Saddam Hussein.  El mismo diseño se utilizó en un contexto completamente diferente, a saber, durante la votación sobre la Constitución Europea.  Estar en contra de la Constitución era visto como estar en contra de Europa. 

## Recepción
El periodista alemán Rudolf Walther elogia el marco teórico de Morelli: en su opinión, la publicación de Morelli funciona como un "instrumento intelectual" para cualquier lector de periódicos o espectador de televisión con el fin de "examinar y criticar la propaganda aplicada por los medios modernos".  Con mucha evidencia de todos los conflictos importantes desde la Primera Guerra Mundial, Morelli ha examinado los mecanismos de las partes en conflicto, con los que logran presentar su punto de vista como una causa justa.  Morelli, ha resumido sucintamente los fundamentos de Ponsonby y Georges Demartial.
Jochen Stöckmann es más crítico con la investigación de Morelli.  Él encuentra sorprendente "que Morelli no describe cómo se entrelazan los engranajes de los medios, no investiga los mecanismos y los detalles, sino argumenta exclusivamente con citas, basando su crítica en los productos de la propaganda. Stöckman sostiene que este tipo de crítica superficial de los medios se ha convertido desde hace mucho tiempo en una parte integral de la maquinaria de información y entretenimiento. Para aquellos que están tan "iluminados", pero en realidad más bien endurecidos a la crítica, cada informe de guerra debe aparecer como propaganda siempre que no esté basado en una actitud pacifista. Morelli debería haber aclarado la confusión, insiste Stockmann, en lugar de simplemente recomendar la "duda sistemática" como un "antídoto".  Es probable que su efectividad se agote rápidamente, ya que el historiador ve casi todas las noticias contaminadas por los productos venenosos de la manera correcta de pensar que los medios de comunicación publican diariamente.
En su revisión en H-Soz-Kult el 29 de junio de 2005, Lars Klein de la Universidad de Göttingen escribe después de elogiar la relevancia del tema y la utilidad de su análisis, Morelli carece de comentarios sobre si "los medios de comunicación" están actuando de manera independiente. , ya sea que sigan intereses políticos o comerciales y si conscientemente o solo abusan irreflexivamente de la "buena fe" de los ciudadanos.  "Precisamente porque usa todo el décimo capítulo [...] para mostrar lo importante que son los medios de comunicación para su" lado propio ", habría que tener más explicaciones más claras".